# Лядов Антон В'ячеславович
Антон В'ячеславович Лядов (народився 16 лютого 1991 року, Самара, РРФСР, СРСР) — колишній кореспондент телеканалу «Росія-1», зараз — російський тревел-блогер, журналіст, автор ютуб-каналу «The Люди», на якому виходять фактурні документальні відео про життя людей в різних країнах.

## Дитинство
Антон народився 16 лютого 1991 року. Рання біографія майбутнього журналіста пройшла в Самарі. В родині хлопчика робили акцент на хорошій освіті. І що важливо — батьки наполягли на вивченні спадкоємцем іноземних мов. З самого дитинства Лядов дружив з англійською і мріяв про професію викладача.

## Юність
У віці 15 років підліток виїхав до Великої Британії. Батькам вдалося влаштувати сина на стажування з англійської мови через агентство «Грінвіч». Школяр з радістю прилетів в місто Йорк і протягом місяця удосконалював усне мовлення в місцевій родині. Також відвідував заняття в Melton College. В освітньому закладі росіянину вдалося поспілкуватися з хлопцями з Європи і східних країн.
У 16 років Антон знову побував у Великій Британії. Тільки тепер йому випав шанс попрактикуватися з мовою в Кембриджі. Маючи гідну освітню базу, Лядов без проблем поступив на факультет міжнародної журналістики в столичний вуз. А закінчивши МГУ в 2013 році, відразу приступив до роботи на престижному федеральному каналі «Росія-1».

## Кар'єра на телебаченні
Після закінчення вузу Антон Лядов залишився в Москві і зумів влаштуватися на головний телеканал РФ — «Росія 1». Випускник МГУ готував сюжети для передачі Дмитра Кисельова «Вести недели». Завдяки високому рівню володіння англійською, французькою та іспанською мовою журналіста часто відправляли в закордонні відрядження, де він брав інтерв'ю у знаменитих людей. У 2013 Лядов розмовляв французькою з самою Мірей Матьє. Журналіст побував в Єгипті, Італії, Туреччині, Сербії, об'їздив майже всю Росію, вів репортажі з українського Донецька.
У 2013-2014 роках у програмі «Вісті тижня» активно висвітлював події в Україні, залишаючись у Москві.  У своїх матеріалах називав українські силові підрозділи «карателями», а владу України – «фашистською».  Після катастрофи з Малайзійським Boeing 777 над Донецьком доводив, що катастрофу організував український мільярдер Ігор Коломойський, потім що лайнер збили українські військові.  Пізніше суд у Нідерландах встановив, що літак був збитий російськими силами установкою ППО Бук-М1, привезеною з РФ.
У 2014 молодий кореспондент попав в скандал з героєм свого репортажу Андрієм Петкова. Ця людина брала активну участь в революції гідності і видавав себе за прихильника відразу двох воюючих між собою політичних рухів. У репортажі Лядова для «Вістей» Петков був представлений як людина, яка симпатизує Росії. В іншій програмі новин для каналу «НТВ» ця ж людина позиціонував себе як фінансист національної української політичної сили «Правий сектор». Лядова звинуватили в дезінформації. Хоча він отримав відомості через інтернет від стрингера з українського міста Миколаїв, де на лікуванні в одній з лікарень перебував герой його сюжету, Андрій Петков.
З 2016 молодий кореспондент знову потрапив в скандал. Андрій Лядов брав інтерв'ю у учасників протесту жителів Парижа. Кореспондент розмовляв з людьми, які беруть участь в маніфестації проти французького закону про працю. В ході бесіди з парижанами порушувалися питання про мігрантів і проблеми в освітній системі Франції. Журналіст, поговоривши з жителями Парижа, резюмував, що французи незадоволені Євросоюзом і політикою Франсуа Олланда.
Ці слова, озвучені в програмі Дмитра Кисельова «Вести недели», викликали обурення у журналістів французького каналу «Canal +». Як доказ брехні Антона Лядова французькі телевізійники представили запис розмови з героїнею сюжету для «Вістей тижня», француженкою Саваною Ансельм. Демонстрантка не висловлювала невдоволення Євросоюзом. Антону Лядову керівництво «Росії-1» заборонило від свого імені коментувати те, що трапилося.
З 2016 молодий кореспондент відправився в Ріо-де-Жанейро на відкриття літніх Олімпійських ігор. Журналіст висвітлював спортивні події цього міжнародного заходу, брав інтерв'ю у спортсменів, радів досягненням і перемогам росіян на цій Олімпіаді. У 2017, через конфлікт з керівництвом «Росії-1», Антон Лядов покинув телеканал і вирішив створити власний проект на Ютубі.

## Розвиток власного проєкту «The Люди»
У липні 2017 Антон Лядов створив на Ютубі свій канал під назвою «The Люди». Пропрацював майже чотири роки в новинній політичній програмі журналіст вирішив спробувати свої сили в іншому амплуа. Антон став Ютуб-блогером, подорожуючим по світу, і знімає сюжети про популярних людей.

### Перші відео
Перше його відео — інтерв'ю з улюбленцем школярів, блогером Івангаєм. Лядов поговорив зі знаменитістю, а ще пояснив глядачам секрет популярності цього молодого хлопця. За три роки відео з Івангаем набрало 2,5 мільйона переглядів. 
Я давал тогда интервью для канала «Россия-1». <…> Я не хотел давать интервью, я опасался давать тогда интервью. <…> Я тогда боялся отказать человеку с канала «Россия-1» и дал интервью. Обычное интервью, просто посидели, пообщались. <…> Как я удивился, когда увидел это интервью отдельно из какого-то другого ресурса, а не «Россия-1» вообще. Я понял, что этот человечек как бы преследовал другие цели, личные так сказать, и это правильно, он молодец.

—сказав Івангай в інтерв'ю Юрію Дудю.
Після першого успішного ролика на власному каналі Лядов загорівся бажанням взяти інтерв'ю у інших знаменитостей, і йому це вдалося. Так, на каналі «The Люди» з'явилися відео за участю KIZARU, MORGENSHTERN, Скруджи, Мар'яна Рo, Паші Техніка. Колишній кореспондент телеканалу «Росія-1» професійно готував кожне інтерв'ю. Його відео — це не просто бесіда зі знаменитістю, це аналіз фактів біографії, пояснення незрозумілих глядачеві термінів.

### Популярність
Створений у 2017 році канал «The Люди» з кожним новим сюжетом набирав популярність і ще більшу кількість глядачів. В 2019 Антон змінив тематику свого проекту і почав знімати відео-розповіді про життя людей в різних країнах.
Першу подорож Лядов зробив у Венесуелу. Про особливості життя і проблеми людей в цій країні Антон зробив 45-хвилинне відео, яке всього за рік набрало 16 мільйонів переглядів. Потім була поїздка в Колумбію і новий ролик для проєкту «The Люди».
У вересні 2019 Антон виклав в Ютуб відео про свою подорож до Північної Кореї. У цю закриту для журналістів країну Лядов потрапив працівником юридичної компанії, де перед поїздкою пропрацював два місяці. Антону вдалося зняти реальне життя людей в Північній Кореї.
У цій країні сувора партійна дисципліна, не вистачає продуктів харчування, більшість населення не знає, що таке комп'ютери та інтернет, а продукти трудящі отримують по продуктовими картками. Відео про життя в Північній Кореї — «Брехня і правда Кім Чен Ина» — за 10 місяців набрало в Ютубі 13 мільйонів переглядів. Антон Лядов побував і в інших країнах, в яких зняв шокуючі сюжети для свого проекту «The Люди». На свій Ютуб-канал журналіст виклав ролики про Монголію, Китай, Південну Корею, Дубай. Кожен сюжет популярного блогера набирав по кілька мільйонів переглядів.
У 2020 році Лядов зняв кілька відео про проблеми лікування коронавірусу в Росії. Журналіст зробив ряд інших відео про життя в рідній країні. Наприклад, зняв сюжет про те, як живуть люди в тундрі. На сьогоднішній момент (вересень 2021 року) у Ютуб-каналу «The Люди» 3,74 мільйона глядачів. За свою кар'єру блогера Лядов побував з таких країнах як: КНДР, Сомалі, Монголія, Республіка Корея, ОАЕ, Білорусія, США, Мексика, Канада, Південний Судан, Нагірно Карабахській Республіці та інших.

### Іншомовні проєкти
В 2019 Антон Лядов створив англомовний канал «The People». Це новий майданчик на Ютубі, на яку творець відео-розповідей про життя людей в інших країнах виклав кілька своїх робіт, переведених на англійську мову. Всього на каналі «The People» чотири сюжети (про Північну Корею, Кім Чен Ина, Китай та Венесуелу). В даний час (вересень 2021 року) на англомовний блог Лядова підписалося 680 тисяч осіб.
У квітні 2020 Антон створив на Ютубі канал на іспанською мовою під назвою «La Gente con Lyadov». На новий майданчик Лядов виклав два відео (про коронавірус в Китаї і про Венесуелу). Сюжети Антона іспанською мовою подивилися кілька десятків тисяч глядачів.

### Інстаграм
Антон веде свій Інстаграм під назвою «anton.lyadov». Судячи з публікацій на цьому сайті, можна з упевненістю сказати, що Лядов любить фотографувати пам'ятки тих місць, куди їздить на екскурсії, а також обожнює дегустувати місцеві вина і національні страви. У Інстаграмі у Антона 184 тисячі підписників (на вересень 2021).

## Захоплення
Відомо, що Лядов ще й спортсмен. У дитинстві захоплювався футболом і хокеєм. В даний час залишається відданим фанатом російських футбольних і хокейних команд. Любить разом з друзями з'їздити взимку на турбазу і покататися на лижах. Антон іноді грає з хлопцями в хокей.
Лядов обожнює слухати джазову музику, любить ходити на живі виступи артистів. У вільний час багато читає, готуючи черговий сюжет для свого Ютуб-каналу. У дитинстві в шкільні роки брав участь в олімпіадах з шкільних предметів, а в 2007 навіть отримав грамоту міського турніру імені Ломоносова з літератури.

## Сім'я
З інстаграма Антона Лядова відомо, що він одружений і має маленьку доньку Єсенію, яка народилась 26 червня 2017 року. Малятку вже чотири роки. Дружину звати Марі Фадєєва, журналістка (одружилися в серпні 2013 року). Антон весь вільний час проводить з родиною. Журналіст любить радувати дочку подарунками. Подорожуючи по світу в пошуках цікавих сюжетів для свого проекту, Лядов не забуває про рідних. З кожної поїздки привозить своїм коханим дівчатам подарунки. Також в Антона є собака Патрік, породи коргі.
У Антона хороші відносини з батьками. Журналіст не забуває своїх рідних і часто приїжджає в Самару їх відвідати, а заодно і зняти сюжет про місто, в якому пішло його дитинство.

## Нагороди
- Срібна кнопка YouTube
- Золота кнопка YouTube